# Flair bartending

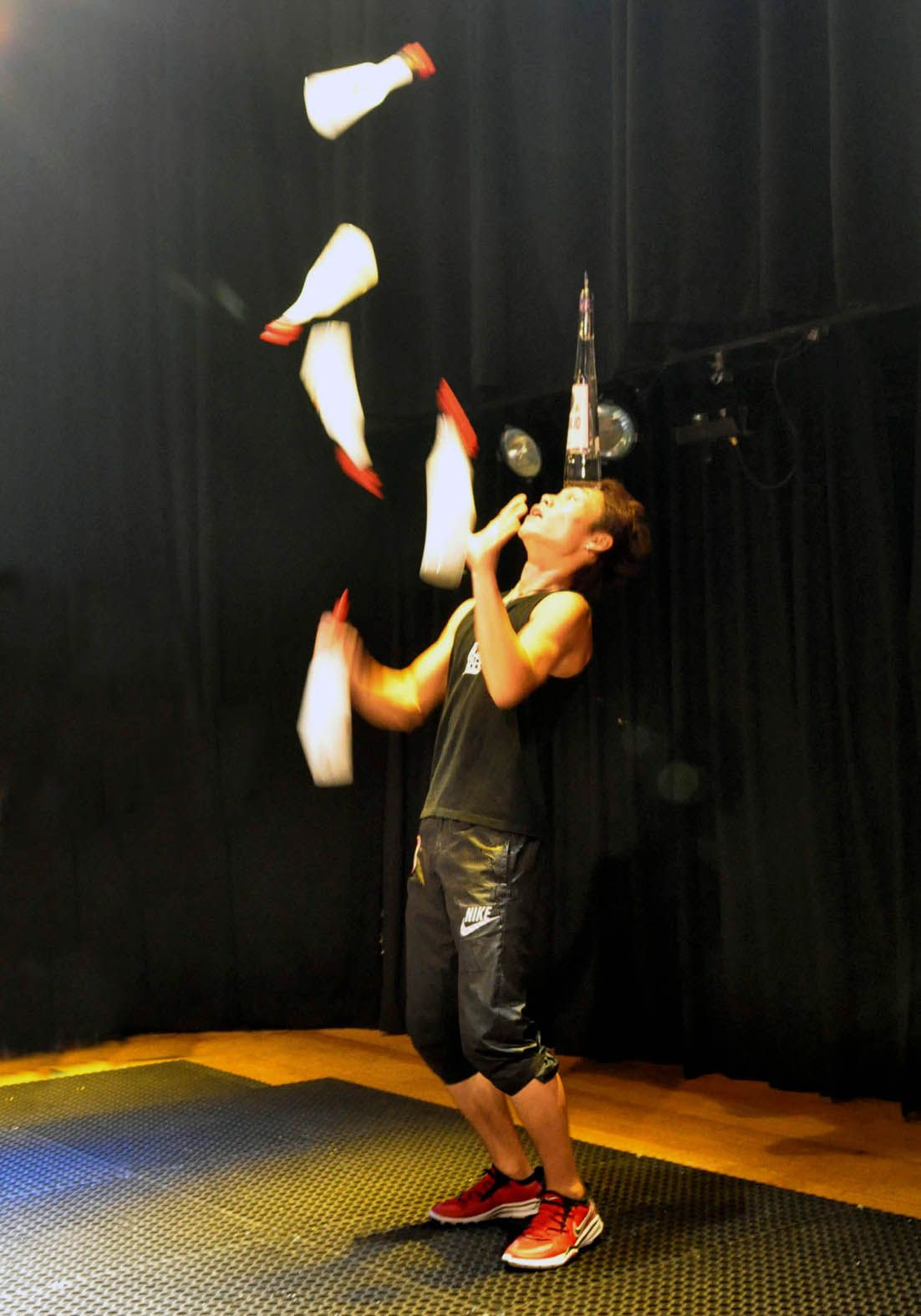
Flair bartender durante un'esibizione

Il flair bartending, o comunemente detto flair, è l'insieme delle tecniche acrobatiche nella preparazione di cocktail inventate ed in uso dalla figura del  barman.
Si fondono in esso tecnica psicologica dimostrativa e di vendita (atta ad accogliere ed intrattenere la clientela) e rapidità nell'esecuzione delle figure (l'organizzazione e tecnica di svolgimento lavorativa). Il bartender diventa perciò una figura che funge da agente catalitico mettendo a proprio agio la clientela e creando coinvolgimento e partecipazione della stessa allo spettacolo.
Il bartender, tenendo in mano due o più bottiglie in una sola mano, attua il “Flair” (che in inglese significa: fiuto, attitudine, inventiva). Eseguire il flair è semplicemente efficienza, che si esprime appunto nel movimento del corpo ed associato ad un pizzico di ispirazione personale. È quel tipo di prova in cui, ad esempio, si preparano i cocktail utilizzando i versaggi multipli o contemporanei di liquori, stravolgendo prese e lanci dei contenitori o bottiglie con movimenti a volte aggraziati o talvolta bizzarri, lanciando o afferrando gli stessi davanti o dietro la schiena, secondo una regia pianificata prima o improvvisata al momento, secondo l'esigenza.

## Le Origini
Una forma di flair esiste almeno da 150 anni. Infatti si ha notizia che il primo a praticare questo lavoro sia stato il celebre “professore” statunitense Jerry Thomas quando a metà del 1800 realizzò il suo famoso “Blue Blazer”, versando scotch infiammato e acqua da un tazzone all'altro in una lunga scia infuocata. 
Nulla comunque da attribuire alle routine moderne che si sono evolute dagli anni 70 ad oggi.

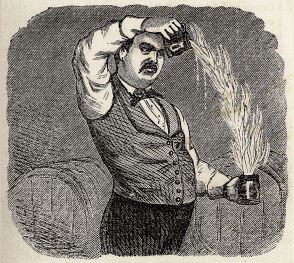
Immagine del 1862 raffigurante Jerry Thomas.

Per cercare invece le origini del flair più moderno, dobbiamo tornare indietro di qualche anno dai giorni nostri più precisamente agli inizi degli anni '80 dove alcuni ragazzi californiani lavorando in un bar ed avendo sempre molta gente all'interno del locale, si inventarono alcuni movimenti appositamente studiati per velocizzare il lavoro. La tecnica risultava sorprendente ed efficace e perciò viene subito adottata da altri colleghi. È così che la tecnica viene subito adottata da altri colleghi e presto diventerà una catena popolare di servizi di questo genere in tutta l'America. La catena venne chiamata TGI Fridays.
Passano alcuni anni ed è nel 1997 che ad Orlando in Florida, viene fondata un'accademia la Flair Bartenders' Association (FBA, con l'intento di tutelare e far crescere questa professione ed infine promuovere le prime gare e concorsi in giro per il mondo.
Inutile dire che ad oggi la capitale mondiale del flair è diventata Las Vegas non a caso i migliori 4 flair bar del mondo si trovano proprio qui e sono: Carnaval Court, Shadows, Kahunaville, Red Room Saloon. 
Non di meno però è anche il Roadhouse un flair bar di Londra anch'esso considerato da poco tempo uno dei migliori.
Il 2008 è stato l'anno di fondazione della World Flair Association (WFA), associazione mondiale con sede a Londra, fondata per standardizzare lo stile del Flair Bartending.

## Le varianti
Il flair bartending a sua volta si divide in due varianti: Working flair ed Exhibition flair. Il Working Flair è caratterizzato da movimenti sia rapidi che morbidi, tutti eseguiti senza creare ritardi sui tempi di servizio al cliente. Praticato per lo più con un bicchiere, una bottiglia, un cono Boston, una guarnizione, occasionalmente con due bottiglie, è finalizzato alla composizione dei drink con frutta o altre decorazioni. L'Exhibition Flair è usato principalmente a scopo di intrattenimento o nelle competizioni , certe volte può durare anche diversi minuti. Spesso è usato nei locali quale segno distintivo, di campagne pubblicitarie, nella promozione di liquori, in occasione di momenti dimostrativi all'interno di fiere o dimostrazioni. Rispetto al working flair richiedere l'uso di materiale scenico, materiali singolari ed una preparazione più lunga e dettagliata.

## Nella cultura di massa
Nella cultura di massa il flair divenne subito popolare da quando nel film Cocktail, diretto da Roger Donaldson, un giovane studente di economia, interpretato da Tom Cruise intraprende la carriera di bartender, a lui sconosciuta. All'inizio della carriera è molto insicuro ed impacciato, ma alla fine grazie al flair diventa una grandissima star.

### In Italia
In Italia si inizia a parlare di flair bartending nel 1992 quando iniziano ad arrivare le prime attrezzature per i bar dagli Stati Uniti, oggi con Gianluca Pomati Stefano Talice, titolari della ex "Varpo" e oggi "Ph-Net" i quali durante un incontro ad una fiera incontrano un talentuoso bartender portoghese, Paulo Ramos che dopo alcuni mesi di trattative lo fanno arrivare in Italia e dopo solo 2 mesi gli fanno aprire la prima scuola italiana di flair.
Ecco che è così che il nostro paese conosce un periodo di grande popolarità ed iniziano ad emergere i primi talenti nostrani: Lorenzo Bianchi e Marco Sumerano  e tanti altri ed iniziano ad arrivare dal circuito internazionale bartender dai paesi dell'Est, dall'Asia e dal Sud America, portando con sé stili diversi e nuove tecniche sempre più spettacolari.
Dopo questi primi anni brillanti però con il passare degli anni il flair è divenuta anche per certi versi la tecnica di lavoro più controversa, più discussa e più incompresa e per questo motivo anche criticata, molto spesso con poca cognizione di causa.

## Formazione in Italia
- Federazione Baristi Italiani (Certificazione Modulari attraverso precisi Centri abilitati);
- Spill Stop Bartender School
- World Flair Association